# Jesar
Jesar ist ein Ortsteil von Nienburg (Saale), Salzlandkreis in Sachsen-Anhalt. Er hat ca. 90 Einwohner und liegt an der Saale zwischen Calbe (Saale) und Nienburg.
Der Name Jesar ist sorbischen Ursprungs und leitet sich von slawisch jezero ab, das als See oder Teich übersetzt werden kann. Er reflektiert die wasserreiche frühgeschichtliche Landschaft hier am Unterlauf der Saale mit ihrem niedrigen Gefälle und vielen stehenden Gewässern. Die Gründung dieses Ortes erfolgte demzufolge bereits während der slawischen Siedlungsperiode ab dem 7. Jahrhundert, ohne dass urkundliche Nachrichten aus dieser Zeit vorliegen würden.
Zwischen Jesar und Damaschkeplan verlief die Grenze der Landkreise Schönebeck und Bernburg, die am 1. Juli 2007 mit der Schaffung des Salzlandkreises aufgehoben wurde. Die Wohngebiete liegen von der Straße aus von Calbe kommend links. Das Dorf ist zwischen Straße und Saaleufer bebaut. Die Eisenbahnlinie Bernburg-Calbe verläuft entlang der Straße, jedoch hat Jesar keinen eigenen Bahnhof. Der nächste Bahnhof war zunächst Damaschkeplan, nach dessen Schließung nun Nienburg.
Schon zur Bronzezeit war an dieser Stelle eine Siedlung. Archäologische Funde bestätigen Siedlungsreste sowie einen Grabhügel.
Vom Geschichtlichen her ist sonst nicht viel bekannt, außer die „Wüstung Jesar“ und dass Jesar früher zum Kreis Bernburg gehörte. Direkt auf der gegenüberliegenden Seite der Saale liegt die Gemeinde Wedlitz.